# Roger Laüt
Roger Laüt (Parigi, 30 dicembre 1924) è un pittore francese, residente nei Pirenei Atlantici.

## Biografia
Nato a Parigi, Roger Laüt ha trascorso la sua infanzia a Pau (Francia). Tra il 1943 e il 1945, ha studiato pittura e disegno presso la Scuola Superiore delle Belle Arti di Tolosa. Trasferitosi quindi a Parigi, ha seguito i corsi di storia dell'arte all'École du Louvre. Durante il soggiorno parigino ha anche imparato il cinese presso l'Istituto Nazionale di Lingue e Civiltà Orientali. Gli anni da giovane studente sono stati turbati dai postumi di lunghe cure postoperatorie, a causa dalla tubercolosi.
Nel 1953 si è stabilito a Pau, ma ha compiuto diversi viaggi di studio in Spagna, Paesi Bassi, Africa (Marocco, Mali, Burkina Faso) e nell'Isola della Riunione. Durante la sua carriera, ha conosciuto e frequentato gli artisti Jacques Yankel, François Desnoyer, Rudolf Kundera, Raymond Grant e Kenneth White. Ha esposto a Parigi, Nizza, Honfleur e Vichy. Una retrospettiva del suo lavoro è stata presentata a Pau nel 1979. 
Molto spesso figurativo, il lavoro di Roger Laüt è inizialmente segnato dall'impressionismo e dal cubismo. Utilizzando diverse tecniche (pastello, monotipi, benzina, olio, carboncino), realizza paesaggi, ritratti e nature morte, ma anche composizioni astratte, caratterizzate da forme geometriche, in cui spicca l'elemento cromatico. Trae i suoi principali temi di ispirazione dalla sua regione, i Pirenei, e dai paesi in cui ha viaggiato. 
Diverse opere di Roger Laüt sono oggi esposte in edifici pubblici. Sei dei suoi dipinti sono conservati al Museo delle Belle Arti di Pau, e altri presso il municipio della stessa città. Diversi sono i quadri acquistati dallo Stato francese. Il dipinto Marche vers la Lumière si apprezza oggi nel coro della chiesa Notre-Dame-de-la-Plaine a Billère.
Le sue ultime mostre si sono svolte a Pau, al Castello di Montaner e alla Maison Carrée di Nay (Pirenei Atlantici).

## Premi e distinzioni
- 1964: primo premio di pittura degli Amici delle Arti di Pau.
- 1984: primo premio di pittura degli Amici delle Arti di Pau.